# Charrúa

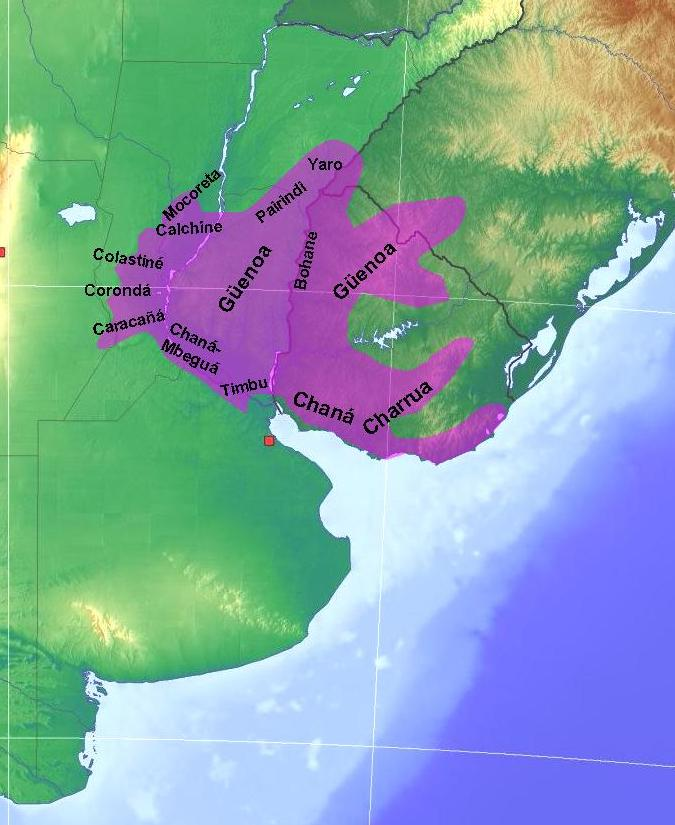
Charrúaindianers utbreddning vid Río de la Plata.

Charrúa är ett samlingsnamn för ett indianskt ursprungsfolk i sydöstra Sydamerika. De bodde i ett område som idag sträcker sig över Uruguay och Argentina.

## Historia

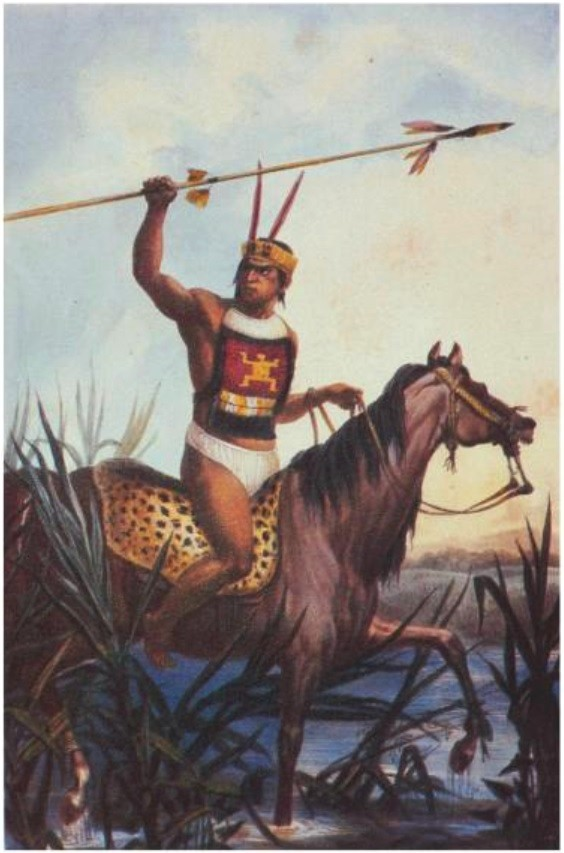
Målning av Jean-Baptiste Debret.

Man vet väldigt lite om Charrúaindianernas historia och levnadssätt tiden innan de spanska kolonisatörerna anlände till Sydamerika. Man vet att de var nomader som livnärde sig på fiske och jakt, främst på nandu och vildfåglar. De hade ett demokratiskt styrelseskick och de förespråkade inte pacifism. De var starkt emot alla försök till att konvertering till katolicism, och vägrade lyda under spanska kronan. Efter slaget vid Salsipuedes den 11 april 1831 sägs de sista indianerna ha dött. Trots det har Argentinas folkräkning 2001 visat att 676 lever kvar vid Entre Rios (med majoriteten som mestiser). Siffran har vid en senare omräkning år 2004–05 ändrats till 4 511 ättlingar till Charrúaindianer.
De uruguayanska fotbollslandslagens smeknamn är Los Charrúas och uttrycket garra charrúa används när laget visar kämparanda på planen. Smeknamnet Los Charrúas ges även till flera uruguayanska landslag i sporter, bl.a.  rugby, handboll och futsal.